# Joshua Angrist
Joshua David Angrist (Columbus, Ohio, 18 de setembro de 1960) é um economista israelense-estadunidense, Ford Professor of Economics do Instituto de Tecnologia de Massachusetts. Em  2021 Angrist recebeu o Prémio de Ciências Económicas em Memória de Alfred Nobel, juntamente com David Card e Guido Imbens. Angrist e Imbens receberam o prêmio "por suas contribuições metodológicas para a análise de relações causais".